# Notizia
Una notizia (dalla lingua latina latino notitia) è, in generale, un'informazione di cui si viene a conoscenza. Per gran parte della storia umana le notizie sono state trasmesse oralmente. A partire dall'invenzione della scrittura, poi della stampa e dei successivi strumenti di comunicazione, si è di mano in mano ampliato il bacino di utenza e sono nate le professioni della notizia.
Nel giornalismo indica un fatto (in corso, concluso o prossimo a verificarsi) che si apprende con appositi mezzi di diffusione e che può essere comunicato a mezzo di stampa, trasmissione televisiva, radio, pubblicazione online o con altri mezzi di comunicazione di massa.

## Tipologia
Le notizie possono essere variamente classificate a seconda dell'argomento (cronaca nera, cronaca rosa, cultura, economia e finanza) e della provenienza (politica interna, politica estera).

Particolari tipi di notizie possono essere contenute nel reportage o nell'inchiesta, delle analisi approfondite e documentate su un fenomeno.

Un'esclusiva è una notizia pubblicata solo da un giornale (concetto simile all'inglese scoop).
Infine, un trafiletto è, in gergo giornalistico, una notizia molto breve collocata in genere in fondo alla pagina, mentre una breve è una notizia pubblicata su una colonna e sprovvista di titolo.

## Criteri di notiziabilità
La valutazione della notiziabilità degli eventi viene affidata ai cosiddetti "valori notizia", che operano in maniera complementare, in combinazione fra loro. Essi, però, non vengono utilizzati esclusivamente nella fase della selezione della notizia, ma anche nel processo di preparazione degli articoli, suggerendo cosa va enfatizzato, e persino nella percezione delle notizie da parte dei lettori.
Essi possono derivare da considerazioni che riguardano:
- Il contenuto delle notizie;
- I caratteri specifici del prodotto editoriale;
- Il mezzo di comunicazione;
- La concorrenza;
- Il pubblico[7].

## Le fonti della notizia
Nel giornalismo, le “fonti” sono persone, istituzioni o documenti in grado di fornire informazioni sui fatti e fenomeni che hanno carattere di notiziabilità.
Il giornalista se ne avvale quando non è testimone diretto di un evento. La fonte, considerata l'importanza che riveste ai fini della veridicità della notizia, deve sempre essere citata nell'articolo. Più la fonte è autorevole, maggiore è la garanzia della veridicità dell'informazione.
Le notizie vengono in genere cercate, ricevute, verificate e smistate dalle agenzie di stampa. In Italia le più importanti sono ANSA, AGI e Adnkronos, Italpress, LaPresse, mentre nel mondo vanno citate, tra tutte, Reuters e Associated Press. 
Le fonti possono essere:
- fonti dirette o testimoniali (i protagonisti di un evento o le persone che vi hanno assistito). Per un giornalista è imprescindibile, per esempio, poter avvicinare i protagonisti di un evento sportivo, di un incidente accaduto sulla strada, i vincitori di un premio letterario, eccetera;
- fonti indirette (le principali sono: agenzie di stampa, giornali concorrenti, giornali stranieri, testate online ed oggi anche il giornalismo partecipativo). Sono fonti credibili, professionali; forniscono la maggior parte delle informazioni di cui si avvale un giornalista.

Il problema della veridicità delle informazioni è il cuore della responsabilità del giornalista nel suo rapporto con la fonte. Dal punto di vista dell'attendibilità, la tradizionale distinzione è tra:
- fonti primarie (esponenti del governo, vertici degli Enti locali, forze dell'ordine, magistrati, avvocati, ecc.). Esse garantiscono credibilità all'informazione in virtù della loro autorevolezza istituzionale o della loro competenza professionale;

- fonti secondarie (il testimone oculare, il vicino di casa, ecc.). È il giornalista ad attestare la loro attendibilità.

Fino alla seconda metà del XX secolo reperire fonti dagli apparati dello Stato (Polizia di Stato, Carabinieri, ecc.) è stato difficile. Oggi si assiste, fortunatamente, ad un'inversione di tendenza. Le forze dell'ordine hanno assunto un atteggiamento collaborativo ed hanno sviluppato un deciso interesse alla diffusione delle notizie.
In generale, sommando fonti ufficiali e non ufficiali, oggi sul tavolo del giornalista giungono una quantità di notizie da gestire. Il problema non è più la carenza di fonti, ma la loro verifica e selezione.
Oggi le fonti cosiddette “istituzionali” (dalle ONLUS alla Presidenza della Repubblica) hanno al proprio interno un organo preposto alle relazioni con i media e forniscono la versione ufficiale dei fatti tramite dichiarazioni o interviste dei propri esponenti. Spesso sono le prime ad essere raggiunte dai giornalisti, che hanno l'esigenza di acquisire informazioni in tempi rapidi e secondo procedure produttive standard. Oggi sono presenti online e raggiungono direttamente il pubblico attraverso i siti web e le reti sociali. I cronisti sviluppano con le fonti istituzionali rapporti stretti e continuativi.